# Оскар Грузенберг

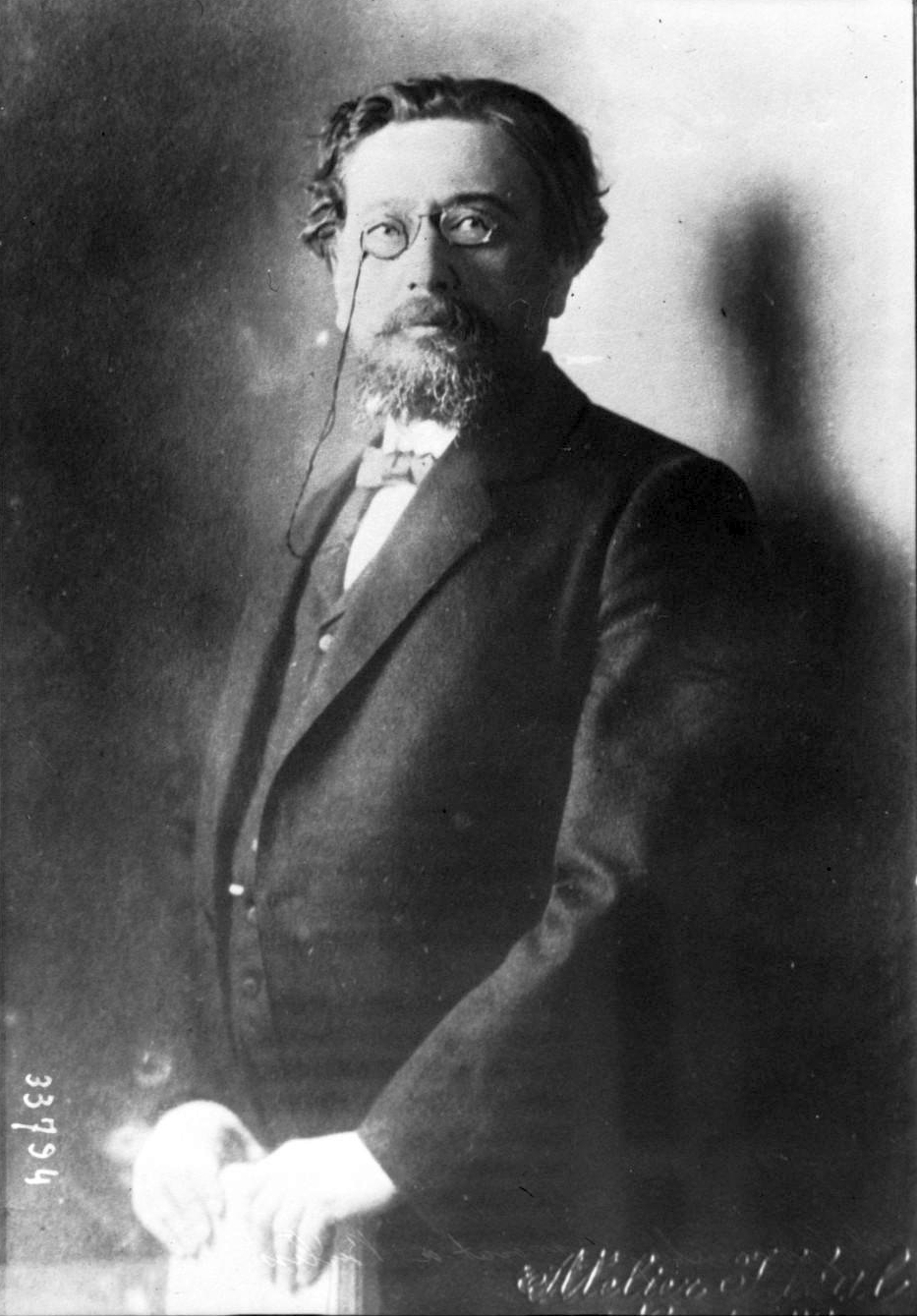

Оскар Осипович (Ізраїль Йосипович) Грузенберг (15 квітня 1866, Катеринослав — 27 січня 1940 Ніцца) — російський юрист і громадський діяч (серед сучасників був відомий під прізвиськом «Єврейський захисник»). Брат філософа і психолога Семена Грузенберга.

## Біографія
Оскар Осипович Грузенберг народився в традиційній єврейській родині в 1866 в Катеринославі. Дід його був рабином, батько — купцем 2-ї гільдії.
У 1889 закінчив юридичний факультет Київського університету. Служив помічником присяжного повіреного; з 10 січня 1905 — присяжним повіреним у Санкт-Петербурзі. Один з редакторів журналу «Право», вів відділ кримінального суду в «Журналі Санкт-Петербурзького юридичного товариства» . Спеціаліст з політичних і кримінальних справах, виступав захисником відомих письменників, громадських та політичних діячів (в тому числі Максима Горького, В. Г. Короленка, Корнія Чуковського, П. М. Мілюкова, Л. Д. Троцького та інших).
У 1913 був одним із захисників Бейліса на процесі у справі про ритуальне вбивство. Серед інших гучних справ Грузенберг — звинувачення євреїв Орші в нападі на християнське населення з мотивів релігійної ворожнечі; судові розгляди після погромів в Кишиневі та Мінську; справа Пінхуса Дашевського, сиділа на життя Крушеван; справа Блондеса — жертви кривавого наклепу у Вільні.
Крім адвокатської діяльності Грузенберг активно допомагав політичними і юридичними порадами депутатам-євреям третьої і четвертої Державних дум. Був членом конституційно-демократичної партії. Балотувався від неї по Віленській губернії на виборах в другу Державну думу, але не був обраний.
Після Лютневої революції призначений сенатором Кримінального департаменту Урядового Сенату , обраний до Всеросійських установчих зборів за єврейським національним списком, але відмовився від мандата. На його місце був обраний Н. С. Сиркін.
Після приходу більшовиків виїхав до Одеси, потім Тифліс . У 1918-1919 очолював Єврейську раду самооборони і Раду з надання допомоги жертвам погромів.
З 1920 в еміграції, був співробітником «Сучасних записок». У 1921-1923 жив у Берліні. У 1926-1932 роках жив у Ризі, де займався практикою і заснував щомісячний юридичний журнал «Закон і Суд», що існував до 1938. Останні роки життя Грузенберг провів у Франції на Рив'єрі. У Ніцці написав спогади . Помер в Ніцці 27 грудня 1940. З цього приводу Павло Мілюков написав: «… Помер чоловік великого таланту і, головне, людина чесна». У 1951 перепохований в Тель-Авіві.

## Сім'я
- Дружина — Роза Гаврилівна Грузенберг (до шлюбу Голосовкер, 1867—1941) [5].
- Дочка — Софія Оскарівна, в шлюбу Прегель (1892 — 2 вересня 1932 Берлін)
- Син — Юрій Оскарович Грузенберг (1897-?), Випускник школи Карла Мея (1915), льотчик британської авіації.
- Брат — Семен Йосипович Грузенберг, філософ.
- Племінник по дружині — Яків Еммануїлович Голосовкер, філософ і перекладач.

## Пам'ять
Одна з центральних вулиць Єрусалиму носить ім'я Оскара Грузенберга, також є вулиця Грузенберг в Тель-Авіві.

## Обрані твори
Источник — Електронні каталоги РНБ
- Промова захистника, допомога. присяж. повір. О. О. Грузенберга. Справа про вбивство Марії Лесковой: (Убийство или самоубийство?). — СПб.: Я. А. Канторович, 1903. — С. 61-92. — 93 с. — (Библиотека судебных процессов).
- Грузенберг О. О. Про петроградську адвокатську громау: Мова вимовлена в ювілейному зборі. Петроград. присяжних повірених і їх помічників. — Пг.: Юрид. кн. склад «Право», 1916. — 31 с.
- Грузенберг О. О. Вчера: Воспоминания. — Париж: Б. и., 1938. — 242 с. Англійський переклад: Yesterday: Memoirs of a Russian-Jewish Lawyer. — Univ. of California press, 1981.
- Грузенберг О. О. Очерки и речи — Нью-Йорк: Б. и., 1944. — 250 с.